# Nancy Friday
Nancy Friday (* 27. August 1933 in Pittsburgh, Pennsylvania; † 5. November 2017 in Manhattan, New York) war eine US-amerikanische Autorin vor allem populärpsychologischer Werke zum Thema sexuelle Selbstbestimmung. Hohen Bekanntheitsgrad erreichten vor allem ihre Studien über die Sexualität der Frau.

## Leben
Friday wuchs in Charleston auf und besuchte die Frauenhochschule Wellesley College nahe Boston. Sie arbeitete kurze Zeit als Reporterin für die Zeitung San Juan Island Times, etablierte sich anschließend als Zeitschriftenjournalistin in New York, England, Italien und Frankreich, bevor sie 1963 in Vollzeit als Autorin zu arbeiten begann.
Friday wurde 2005 von ihrem zweiten Ehemann Norman Pearlstine (Chefredakteur von Time Inc.) geschieden und lebte in Key West (Florida) und New York City. Trotz der Beurteilung des feministischen Magazins Ms. magazine „Diese Frau ist keine Feministin“ gründete sie ihre Karriere auf dem Glauben, dass Feminismus und die Wertschätzung von Männern sich nicht gegenseitig ausschließen.

## Veröffentlichungen
1973 veröffentlichte sie ihr erstes Buch mit dem Titel My Secret Garden. In diesem Buch sind Interviews mit Frauen zusammengestellt, in denen die Frauen über ihre Sexualität und über ihre erotischen Phantasien reden. Ihr erster internationaler Bestseller 1977 war My Mother/My Self: The Daughter's Search for Identity, in dem sie schrieb, dass Frauen ihrer Generation von ihren Müttern nach einem vorfeministischen, überholten und einschränkenden Ideal von Weiblichkeit erzogen wurden, das sie bekämpfen müssten, um sich selbst und ihr Gefühlsleben zu befreien. Sie war der Ansicht, dass die Werte dieses Ideals nicht infolge beabsichtigter Bosheit weitergegeben wurden, sondern der damaligen Zeit entsprachen.
Als Autorin kehrte sie bei ihren Veröffentlichungen zu Themen wie Mutter-Tochter-Beziehungen, sexuelle Phantasien, Liebesbeziehungen, BDSM, Eifersucht, Neid, Feminismus und Schönheit wiederholt zu Formaten mit Interviews zurück. Sie wollte mit diesen ehrlichen Darstellungen in einfacher Sprache anderen Frauen helfen zu lernen, sich von Zwängen zu befreien und ihre Bedürfnisse zu entdecken. Sie versuchte zu vermitteln, dass es der Gesundheit von Männern und Frauen zuträglicher ist, wenn beide in der Lage sind, empfindsam und offen zu sein, um als das akzeptiert zu werden, was sie sind. Friday machte damit Sexualität kommunizierbar.
In Women on Top: How Real Life Has Changed Women’s Sexual Fantasies fasste Friday die Ergebnisse eigener Befragungen von Frauen zusammen und kommt darin zu dem Schluss, dass heutige Frauen im Vergleich zur Generation ihrer Mütter „wie eine neue Rasse“ sind. Sie schildert die Fantasien weiblicher Gesprächspartnerinnen, die sich um die Erniedrigung, Vergewaltigung und Unterwerfung von Männern drehen und diese als ausschließliche Sexualobjekte behandeln.
Friday war regelmäßig Gast bei TV- und Radioprogrammen wie Politically Incorrect (ABC), Oprah, Larry King Live, Good Morning America (ABC) und Talk of the Nation (NPR). Sie unterhielt eine Website, die als Forum für die Entwicklung in New York und dem Dialog mit ihrem Publikum dient. Seit 2005 arbeitete Friday an einem Roman.

## Indizierung
Die qualitativen Forschungen der Autorin über sexuelle Phantasien wurden in Deutschland unter den Titeln Die sexuellen Phantasien der Frauen bzw. Die sexuellen Phantasien der Männer veröffentlicht und unterlagen zeitweise der Indizierung.

## Bibliographie
- My Secret Garden: Women’s Sexual Fantasies. Simon & Schuster, New York 1973
  - Die sexuellen Phantasien der Frauen. Rowohlt, Reinbek bei Hamburg 1997, ISBN 3-499-17376-X
- Forbidden Flowers: More Women’s Sexual Fantasies. Simon & Schuster, New York 1975
  - Verbotene Früchte. Die geheimen Fantasien der Frauen (= Goldmann-Taschenbuch 12546). Goldmann, 1994 (dt. EA), ISBN 978-3-442-12546-3.
- My Mother, Myself: The Daughter’s Search for Identity. Delacorte Press, 1977
  - Wie meine Mutter. Frankfurt am Main: Fischer-Taschenbuch-Verlag, 1994, ISBN 3-596-23726-2
- Men in Love, Men’s Sexual Fantasies: The Triumph of Love Over Rage. Dell Publishing, 1980
  - Die sexuellen Phantasien der Männer. Rowohlt, Reinbek bei Hamburg 1994, ISBN 3-499-17679-3
- Jealousy. M. Evans & Co., 1985
  - Eifersucht. Die dunkle Seite der Liebe. dtv, München 1993, ISBN 3-423-35063-6
- Women on Top: How Real Life Has Changed Women’s Sexual Fantasies. Simon & Schuster, New York 1991
  - Befreiung zur Lust – Neue sexuelle Phantasien von Frauen. Bertelsmann, München 1992, ISBN 3-570-01294-8
  - Befreiung zur Lust – Frauen und ihre sexuellen Phantasien (= Goldmann-Taschenbuch 12471, vollständige Taschenbuchausgabe). Goldmann 1993, ISBN 3-442-12471-9.
- The Power of Beauty. HarperCollins Publishers, 1996
  - Die Macht der Schönheit. Von der Wiederentdeckung weiblicher Stärke. Goldmann, 1999, ISBN 3-442-12789-0
- Our Looks, Our Lives: Sex, Beauty, Power and the Need to be Seen. HarperCollins Publishers, 1999
- Beyond My Control: Forbidden Fantasies in an Uncensored Age. Sourcebook Trade, 2009, ISBN 978-1402218545